# ماژول جی‌زیپ (آپاچی)
mod_gzip یک ماژول خارجی برای وب سرورهای آپاچی نسخهٔ ۱ و ۲ است. از mod_gzip می‌توان به عنوان یک ماژول پویا یا استاتیک در وب سرورهای آپاچی استفاده کرد.
فشرده سازی فایل‌های HTML ،CSS ،JavaScript، text و XML توسط قابلیت gzip سرور می‌تواند ۵۰ تا ۷۰ درصد از حجم فایل‌ها را کاهش دهد. به این ترتیب سرعت بارگذاری سایت افزایش یافته و پهنای باند کمتری مورد استفاده قرار خواهد گرفت.

## سازگاری
برای بررسی اینکه سرور فایل‌ها را به صورت فشرده در اختیار مرورگر قرار می‌دهد یا خیر از این لینک یاری بگیرید.
برای اینکه محتوای متنی توسط mod_gzip فشرده سازی شود باید دارای یکی از الگوهای توصیه شده باشد:
- HTML: text/html
- XHTML: application/xhtml+xml
- CSS: text/css
- JavaScript: application/x-javascript

## تاریخچه
ماژول فشرده سازی محتوا برای وب سرور آپاچی با mod_gzip شروع شد، در پاییز سال ۲۰۰۰ میلادی توسط مایکل شروپل (Michael Schröpl) نوشته شد و توسط شرکت Remote Communications Inc به صورت مخفف (RCI) منتشر شد.

## نحوه استفاده
فعال کردن فشرده سازی فایل‌ها توسط Gzip به وسیلهٔ اضافه کردن چند خط کد در فایل htaccess. انجام می‌شود.
```
# BEGIN GZIP

# mod_gzip compression (legacy, Apache 1.3)

<IfModule
 
mod_gzip.c>
mod_gzip_on
 
Yes
mod_gzip_dechunk
 
Yes
mod_gzip_item_include
 
file
 
\.
(
html?
|
xml
|
txt
|
css
|
js
)
$
mod_gzip_item_include
 
handler
 
^cgi-script$
mod_gzip_item_include
 
mime
 
^text/.*
mod_gzip_item_include
 
mime
 
^application/x-javascript.*
mod_gzip_item_exclude
 
mime
 
^image/.*
mod_gzip_item_exclude
 
rspheader
 
^Content-Encoding:.*gzip.*
</IfModule>

# END GZIP

```

### بهره‌گیری در وب سرورهای لایت اسپید Litespeed
برای فعال کردن gzip در وب سرورهای Litespeed از طریق تنظیماتی که تحت عنوان "Tuning" قرار دارند تغییرات را اعمال کنید. در قسمت "Tuning" وارد گزینهٔ "enable compression" شده تا از فعال بودن این خاصیت مطلع شوید، با انتخاب گزینه "edit" این خاصیت را می‌توان فعال یا غیرفعال کرد.